# 別爾斯科-比亞瓦博物館和城堡
別爾斯科-比亞瓦博物館（The Bielsko-Biała Museum）是波蘭城市別爾斯科-比亞瓦的博物館，位於別爾斯科-比亞瓦城堡之內。

## 历史
自1970年代開始，別爾斯科-比亞瓦博物館還在當地新設了三座分館。

## 外部連結
- Museum in Bielsko-Biała（页面存档备份，存于）

49°49′19″N 19°2′40″E / 49.82194°N 19.04444°E